# Sent Pantali d'Ans
Sent Pantali d'Ans (en francès Saint-Pantaly-d'Ans) és un municipi francès situat al departament de la Dordonya i a la regió de la Nova Aquitània.

## Demografia
| 1962                                       | 1968 | 1975 | 1982 | 1990 | 1999 | 2007 |
| ------------------------------------------ | ---- | ---- | ---- | ---- | ---- | ---- |
| 222                                        | 219  | 180  | 167  | 160  | 156  | 159  |
| Des de 1962: població sense dobles comptes |      |      |      |      |      |      |

## Administració
| Període   | Identitat           | Partit |
| --------- | ------------------- | ------ |
| 1959-1989 | René Lafon          |        |
| 1989-2008 | Jean-Pierre Ravidat | PCF    |
| 2008-     | Corinne Goursolle   |        |

## Agermanaments
- Ans